# Odeur corporelle
Pour les articles homonymes, voir Odeur (homonymie).
 (septembre 2018).
 Mise en garde médicale
La plupart des mammifères ont une odeur corporelle qui leur est propre, en tant qu'espèce, et en tant qu'individu. Chez les insectes, elle est un moyen courant d'identification de l'appartenance à l'espèce, à la colonie. Chez les mammifères, c'est un moyen courant d'identification des individus les uns par les autres au sein d'un groupe.
Certaines espèces disposent de glandes odorantes jouant un rôle sexuel, chez le mâle (avec par exemple des glandes prépuciales chez la souris), comme chez la femelle (qui possède aussi des glandes prépuciales, près du clitoris chez la souris). Ces glandes peuvent également être utilisées pour le marquage du territoire. Plus rarement des glandes sécrétant un aérosol d'odeur très désagréable permet à un animal de tenir des ennemis à distance (exemple : la moufette).
Chez l'humain, certaines maladies ou anomalies génétiques peuvent se traduire par une odeur désagréable pour autrui et/ou soi-même[réf. souhaitée].

## Gènes affectant l'odeur corporelle

### ABCC11
Le gène ABCC11 détermine l’odeur corporelle axillaire et le type de cérumen,,. La perte d'un gène ABCC11 fonctionnel est causée par un polymorphisme mononucléotidique 538G>A, entraînant une perte de l'odeur corporelle chez les personnes spécifiquement homozygotes pour ce gène. Premièrement, il affecte les glandes sudoripares apocrines en réduisant la sécrétion de molécules odorantes et de ses précurseurs. L'absence de fonction ABCC11 entraîne une diminution des composés odorants 3M2H, HMHA et 3M3SH via une sécrétion fortement réduite des conjugués précurseurs d'acides aminés 3M2H – Gln, HMHA – Gln et Cys – Gly – (S) 3M3SH ; et une diminution des stéroïdes odoriférants androsténone et androsténol, probablement due à la sécrétion réduite de sulfate de déhydroépiandrostérone (DHEAS) et de déhydroépiandrostérone (DHEA), éventuellement des substrats bactériens pour les stéroïdes odoriférants ; la recherche n'a cependant trouvé aucune différence dans la sécrétion de testostérone dans la sueur apocrine entre les mutants ABCC11 et les non-mutants. Deuxièmement, il est également associé à une taille fortement réduite/atrophique des glandes sudoripares apocrines et à une diminution de la concentration de protéines (telles que ASOB2) dans la sueur axillaire.
L'allèle ABCC11 non fonctionnel est prédominant chez les Asiatiques de l'Est (80 à 95 %), mais très faible parmi les populations européennes et africaines (0 à 3 %). La majeure partie de la population mondiale possède le gène qui code pour le cérumen de type humide et odeur corporelle moyenne ; cependant, les Asiatiques de l’Est sont plus susceptibles d’hériter de l’allèle associé au cérumen de type sec et d’une réduction des odeurs corporelles. La réduction des odeurs corporelles peut être due à l’adaptation de leurs anciens ancêtres d’Asie du Nord-Est aux climats plus froids.
Cependant, des recherches ont observé que cet allèle n’est pas seul responsable des différences ethniques en matière de parfum. Une étude de 2016 a analysé les différences entre les ethnies en matière de composés organiques volatils (COV) et entre les groupes raciaux et a révélé que même si elles ne différaient pas de manière significative sur le plan qualitatif, elles différaient quantitativement. Parmi les différences observées, elles variaient selon l’origine ethnique, mais pas entièrement selon le génotype ABCC11.
Une vaste étude n’a pas réussi à trouver de différences significatives selon l’origine ethnique dans les composés résiduels sur la peau, y compris ceux situés dans la sueur. Si l’on observait des variantes ethniques dans l’odeur de la peau, on trouverait que les sources seraient beaucoup plus probables dans l’alimentation, l’hygiène, le microbiome et d’autres facteurs environnementaux.
La recherche a indiqué une forte association entre les personnes atteintes d'osmidrose axillaire et les génotypes ABCC11 GG ou GA sur le site SNP (rs17822931) par rapport au génotype AA.
| Groupes ethniques      | Tribus ou habitants                                        | AA    | GA    | GG    |
| ---------------------- | ---------------------------------------------------------- | ----- | ----- | ----- |
| coréen                 | Habitants de la ville de Daegu                             | 100%  | 0%    | 0%    |
| Chinois                | Chinois Han du Nord et du Sud                              | 80,8% | 19,2% | 0%    |
| mongol                 | Tribu Khalkha                                              | 75,9% | 27,8% | 2,4%  |
| Japonais               | Peuple de Nagasaki                                         | 69%   | 27,8% | 3,2%  |
| thaïlandais            | Centre thaïlandais à Bangkok                               | 63,3% | 20,4% | 16,3% |
| vietnamien             | Des personnes de plusieurs régions                         | 53,6% | 39,2% | 7,2%  |
| Américain de naissance |                                                            | 30%   | 40%   | 30%   |
| Philippin              | Palawan                                                    | 22,9% | 47,9% | 29,2% |
| Kazakh                 |                                                            | 20%   | 36,7% | 43,3% |
| russe                  |                                                            | 4,5%  | 40,2% | 55,3% |
| Américains blancs      | Des familles du CEPH sans les Français et les Vénézuéliens | 1,2%  | 19,5% | 79,3% |
| africain               | De divers pays subsahariens                                | 0%    | 8,3%  | 91,7% |
| afro-américains        |                                                            | 0%    | 0%    | 100%  |

## Chez l'animal
Certaines odeurs corporelles sont perçues comme des signaux par les membres du groupe ou d'éventuels prédateurs :
- signaux sociaux, de nature sexuelle notamment (phéromones volatiles ou non-volatiles repérées par l'organe voméronasal)[1] qui participent au choix des femelles par les mâles et inversement (par exemple chez la souris, la femelle choisit le mâle en fonction d'odeurs provenant des glandes prépuciales et de son urine)[6],[7],[8] ;
- signaux régulant le comportement maternel[9],[10] ;
- signaux de détresse (odeur exprimant la peur ou le stress) ;
- signaux d'avertissement, invitant un prédateur à se tenir à l'écart, signalant par exemple un goût désagréable ou repoussant ;
- signal de mort (juste après la mort, certains enzymes ne sont plus inhibés et modifient l'odeur corporelle, ce qui attire immédiatement les nécrophages présents à proximité). Certains animaux (exemple : opossums) simulant la mort quand ils sont en danger sont capables d'alors émettre une forte odeur corporelle trompant le prédateur en lui faisant croire qu'il est en présence d'un cadavre en état de décomposition déjà avancée, ce qui est cependant sans efficacité vis-à-vis de rapaces ayant peu d'odorat ou d'oiseaux nécrophages.

Les félins qui chassent à l'affut ou en pistant leurs proies passent beaucoup de temps pour maintenir leur corps sans odeur (léchage, bains) et les canidés doivent se mettre sous le vent de leurs proies pour ne pas se faire repérer ou se servent de leur odeur comme signal d'alarme quand ils chassent en groupe.

## Chez l'être humain

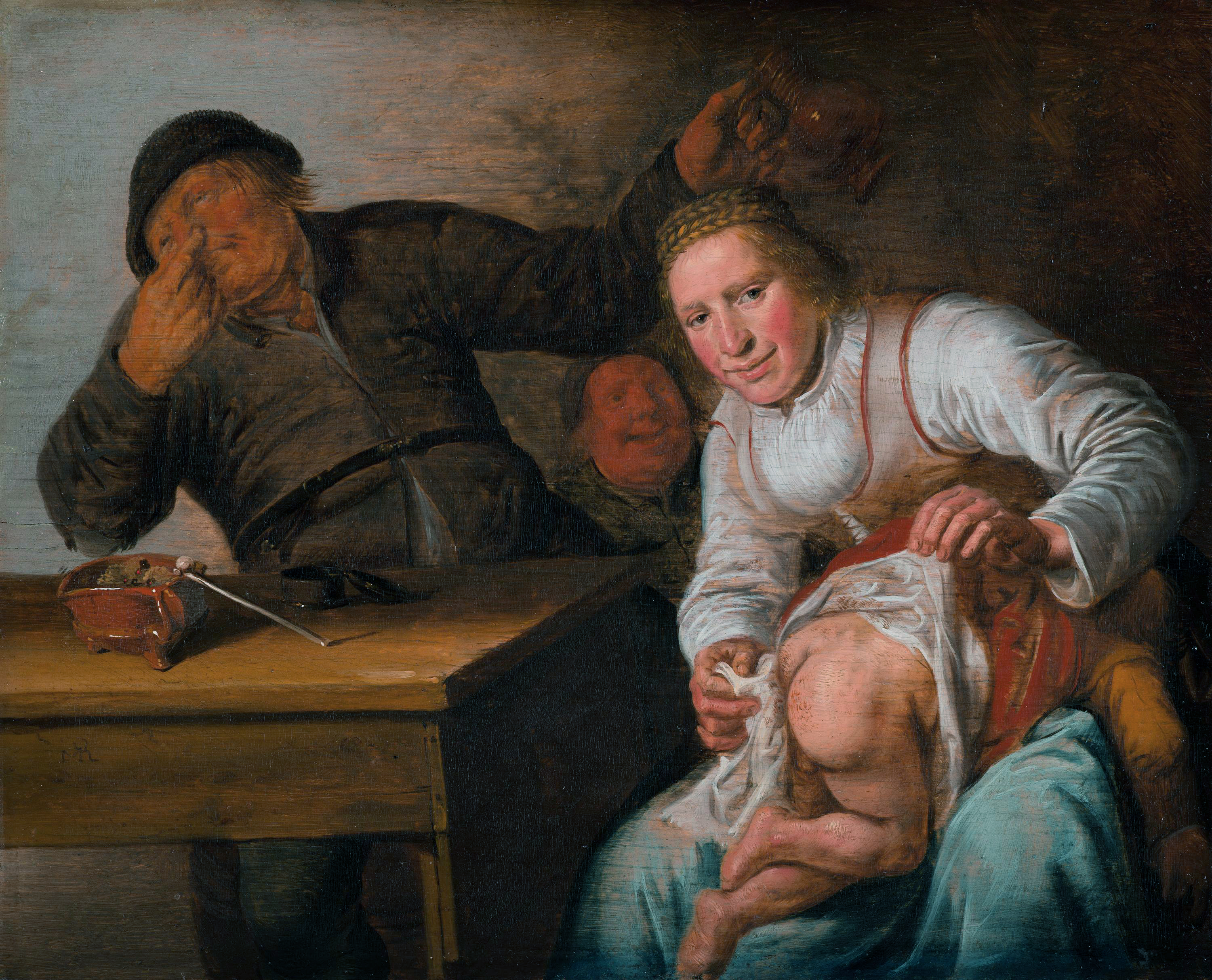
Chez le jeune enfant, avant l'apprentissage de la propreté, l'odeur des excréments et de l'urine sont une composante (périodiquement) importante de l'odeur corporelle, plus ou moins atténuée par les pratiques de propreté.

Les odeurs corporelles varient selon l'ethnie, l'âge, selon les parties du corps, selon les pratiques d'hygiène corporelle, le régime alimentaire, le mode de vie, le sexe, la santé et aussi selon le cycle hormonal ou l'état de grossesse chez la femme. Certains médicaments peuvent aussi interférer avec les odeurs corporelles.
Une vaste étude n’a pas réussi à trouver de différences significatives selon l’origine ethnique dans les composés résiduels sur la peau, y compris ceux situés dans la sueur. Si l’on observait des variantes ethniques dans l’odeur de la peau, on trouverait que les sources seraient beaucoup plus probables dans l’alimentation, l’hygiène, le microbiome et d’autres facteurs environnementaux.
L'odeur corporelle et personnelle est perçue comme agréable à déplaisante selon les personnes, les zones corporelles, mais aussi selon les circonstances. Par exemple l'odeur d'un nouveau-né ou de son placenta ou de ses excréments peuvent être perçus comme agréables ou non désagréables par la mère, et désagréables par des personnes non issues du foyer.
Il semble exister une composante phéromonale de l'odeur corporelle (odeur des aisselles masculines notamment) pouvant jouer un rôle discret, mais réel dans la sexualité et la reproduction humaine et la régulation de l'ovulation chez la femme.
Exemple :
- aucune synchronisation significative n'a été observée lors d'une étude de 29 couples lesbiens de femmes nord-américaines âgées de 22 à 48 ans[14] ;
- au contraire, une forte synchronisation a été observée par une autre étude faite chez des couples de lesbiennes en Israël. Dans ce cas, une forte coïncidence de date a été observée ; à deux jours près pour la moitié des cas, c'est-à-dire chez 10 couples sur 20 étudiés[15]. Cette étude a aussi montré qu'il existait des facteurs favorisant la synchronie menstruelle (dont activités partagées, proximité dans le couple mais aussi une régularité menstruelle)[15].

Une synchronisation assez faible a été trouvée au sein d'une équipe sportive féminine de basket, mais cette faiblesse peut aussi être expliquée par des facteurs sociaux et d'hygiène.
Une explication possible à ces différences, proposée par plusieurs auteurs, est que les pratiques contemporaines d'épilation, d'hygiène intime et d'utilisation de parfum pourraient supprimer ou inhiber ou perturber, la production et la perception d'odeurs « biologiquement actives » (dont phéromones). Les relations sociales et le milieu professionnel peuvent aussi interagir en désynchronisant les cycles hormonaux.

## Spécificité (signature odorante)
L'odeur corporelle et individuelle est chez de nombreuses espèces un moyen d'identification, très commune chez les mammifères terrestres, (chiens par exemple) et chez d'autres animaux. C'est cette « signature » qui permet à un prédateur (ou à un chien policier) de remonter une piste odorante, à partir de traces odorantes infimes.
L'odeur corporelle d'un individu a une part génétique, mais est influencée par le régime alimentaire, le mode de vie, le genre, la santé et les médicaments, le cycle hormonal…

### Spécificité des odeurs humaines
Chez l'humain comme chez tous les mammifères, l’odeur corporelle varie selon les individus :
- le nouveau-né et le nourrisson et leur mère ont chacun une odeur particulière, qui semble jouer un rôle important dans la relation mère-bébé ;
- les glandes sébacées et apocrines s'activent à la puberté modifiant l'odeur du corps de l'adolescent. En particulier, les nombreuses glandes apocrines situées à proximité des organes sexuels et sous les aisselles s'activent, le préparant à une sexualité plus active et à la reproduction[18]. Par rapport aux autres primates, la pilosité humaine associée aux glandes à phéromones est plus localisée à la zone pubienne et axillaire[19] ;
- chez les femmes, le sens de l'olfaction augmente au moment des menstruations. Il est alors beaucoup plus fort que pendant les autres phases du cycle menstruel, et notamment que pendant l'ovulation où il est au contraire le plus faible[20] ;
- l'olfaction humaine est moins développée que celle d'animaux tels que le chien, mais permet à la plupart des êtres humains de reconnaître l'odeur d'individus de leur parenté (mères et enfants) mais non celle de leur mari ou femme)[21].

De même, une mère peut identifier l'odeur corporelle de ses enfants biologiques, mais non celle de « beaux-enfants ». Des enfants préadolescents peuvent également olfactivement reconnaître l'odeur de leurs frères et sœurs, mais non celle de demi-frères, de demi-sœurs, phénomène qui pourrait être impliqué dans l'évitement de l'inceste et l'Effet Westermarck.
Enfin, les bébés peuvent reconnaître leur mère par l'odorat et les mères et d'autres parents proches peuvent également identifier un bébé par l'odorat. Laisser des objets ou un tissu imprégnés de l'odeur de la mère a souvent un effet calmant sur le bébé momentanément séparé d'elle ;
- le système olfactif humain dispose de bien moins de récepteurs olfactifs que celui des canidés, et notre génome dispose de moins de gènes codant des récepteurs olfactifs fonctionnels que celui du rat. Ceci pourrait être dû à notre bipédie et à la faible taille du nez (par rapport aux museaux du chien et du rat), cependant — par rapport à d'autres espèces — le cerveau humain semble avoir conservé de grandes zones dédiées ou associées à la perception olfactive[19].

### Composantes de l'odeur du corps humain
L'odeur naturelle du corps est constituée du mélange de plusieurs composantes, dont :
- une composante de fond, génétiquement acquise (exemple : sécrétion plus ou moins importante d'acide butanoïque) ;
- une composante liée à la nature des bactéries de la peau, et au métabolisme des bactéries lui-même lié aux caractéristiques individuelles de la transpiration (voir plus bas). Une partie de cette microflore est héritée de la mère et acquise après la naissance, et peut varier en fonction d'effets contextuels (type de vêtements et chaussures portés, des activités sportives, du métier pratiqué, etc.) ;
- une composante liée au métabolisme corporel, notamment en cas de maladie (exemple : sécrétion d'acétone) ;
- une composante liée au statut métabolico-hormonal, et à la sexualité, qui évolue selon le sexe et tout au long de la vie. Cette composante peut aussi être modulée par les maladies et probablement par l'exposition à des perturbateurs endocriniens ; l'importance d'une sous-composante hormonale jouant un rôle de phéromones non consciemment perçu est discutée ;
- une composante liée à l'environnement (exemples : milieux polaires, désertiques, marins, de jungle humide, etc.) ;
- une composante liée à la boisson et l'alimentation ;
- une composante émotionnelle (certaines émotions (positives ou négatives, dont les émois sexuels), tout comme la chaleur ou la fièvre peuvent activer la transpiration et l'activation de glandes sudoripares endocrines, apocrines ou eccrines)[23] ;
- une composante liée aux pratiques d'hygiène qui peuvent selon les cas atténuer, supprimer ou cacher certaines odeurs naturelles…

### Odeur individuelle et microflore
L'odeur individuelle semble fortement liée à la nature et l'activité de notre microflore externe (de la peau et des phanères) et interne (microflore du tube digestif et des muqueuses de la bouche pour l'haleine, ou microflore du vagin dans le cas des odeurs générées par la flore vaginale.
La transpiration n'a pas en tant que telle d'odeur consciemment perçue par l'odorat, mais les bactéries et champignons vivant sur la peau et accessoirement les vêtements qui la recouvrent sont à l'origine d'un cocktail d'odeurs variant selon la nature de la microflore de la peau, la température ambiante, le type de vêtements et de nombreux autres facteurs liés ou non aux pratiques d'hygiène.
L'odeur corporelle humaine liée à la transpiration est notamment expliquée par :
- l'activité de bactéries du genre Corynebacterium ; elles produisent des enzymes (lipases) capables de décomposer les lipides (acides gras à longue chaîne, non volatils, du type précurseurs acides inodores conjugués de la glutamine) de la sueur en molécules plus petites et odorantes (acides gras volatils) ayant une composante « butyrique »[25] ;
- l'activité de propionibactéries qui produisent de l'acide propionique (ou acide propanoïque) à partir de la sueur (cet acide est un résidu de la dégradation de certains acides aminés par ces bactéries qui prospèrent dans les conduits des glandes sébacées de l'humain (adolescent et adulte)). Cet acide propionique étant chimiquement proche de l'acide acétique, il pourrait expliquer le caractère aigre ou vinaigré de certaines odeurs corporelles[26] ;
- l'activité de la bactérie Staphylococcus epidermidis, source (au niveau des pieds) d’acide isovalérique (3-méthyl butanoïque) également odorant[27] (également trouvé dans plusieurs types de fromages forts).
- l'activité de la bactérie Staphylococcus hominis (en) produit un déchet, le 3-méthyl-3-sulfanyl-hexanol, thioalcool qui contribue à l'odeur de la sueur au niveau des aisselles[28].

### Origine de la signature odorante humaine
L'odeur semble avoir une grande importance chez presque tous les mammifères. Une idée fréquemment avancée est qu'au temps des débuts de l'humanité, l'odeur humaine a probablement joué un rôle pour la sexualité et pour les relations sociales (mère-enfant, solidarité du groupe, marquage du territoire, etc.), peut-être jusqu'à la Préhistoire voire plus.
L'odeur humaine aurait ainsi joué chez les premiers hominidés un rôle aposématique olfactif (à la fois signal d'affichage et d'avertissement), notamment la nuit, quand ils dormaient dans la savane ouverte ou dans la jungle.
Comme de nombreux prédateurs approchent leurs proies « contre le vent », une odeur corporelle marquée et typique les informerait sur l'identité et la taille du groupe des hominidés (qui en tant que maîtrisant quelques armes et outils, ou le feu pouvait présenter un danger pour n'importe quel prédateur).
Les touffes de poils poussant sous les aisselles et sur la zone pubienne et anogénitale pourraient ainsi être une adaptation évolutive permettant de mieux diffuser la signature olfactive d'un groupe humain. Ces zones sont en effet le lieu privilégié des glandes sudoripares apocrines.
Dans cette perspective, à moins que les phéromones jouent encore un rôle en grande partie « inconscient » mais important dans les relations interhumaines, l'odeur du corps aurait perdu de sa valeur de survie depuis que les humains se sont pour la plupart sédentarisés et isolés dans des maisons, villes et villages ou ont développé de nombreux autres moyens d'assurer leur sécurité par rapport aux animaux sauvages. L'odeur humaine pourrait être un héritage de notre passé évolutif, peut être conduit à perdre de sa signification biologique.
Plusieurs études et revues d'études récentes (années 1990 à 2010) ont suggéré que chez l'animal ou dans l'espèce humaine, des individus pourraient inconsciemment utiliser certains marqueurs olfactifs associés au système immunitaire inné,, pour sélectionner leurs proches et partenaires sexuels,,, choix qui pourraient être modifiés par l'utilisation d'un contraceptif hormonal (exemple : contraception orale).

## Odeurs et sexualité
Certaines glandes sudoripares (uniquement trouvées sous les aisselles et dans la zone pubienne) ont une fonction différente, impliquant la production de phéromones. Les odeurs les plus marquées proviennent de ces zones, de la région anogénitale, des pieds (chez certaines personnes) et moindrement de la zone de l'aréole ou du nombril. Chez l'homme, la pilosité particulière des aisselles et de la région anogénitale pourrait jouer un rôle de diffuseur d'odeur ou de phéromones.
On a récemment[Quand ?] mis en évidence chez la souris que la prolactine n'est pas libérée uniquement durant la grossesse et l'allaitement mais aussi après un rapport sexuel, et qu'elle peut alors générer de nouveaux neurones dans le bulbe olfactif. Cette découverte pourrait être une clé de plus pour la récupération cérébrale post-AVC.
Sur la base d'analyses d'imagerie cérébrale, des chercheurs suédois ont montré que les cerveaux d'hommes homosexuels et hétérosexuels réagissent différemment à deux phéromones (odeurs considérées comme impliquées dans l'excitation sexuelle), et que le cerveau des hommes homosexuels testés répondent à ces odeurs de la même manière que celui de femmes hétérosexuelles, mais il n'a pas pu être déterminé si cette réponse était une cause ou un effet de l'homo ou hétéro-sexualité. L'étude a été élargie pour inclure les femmes lesbiennes et les résultats ont été cohérents avec les observations antérieures, ce qui signifie que les femmes lesbiennes ne sont pas aussi sensibles aux odeurs mâles identifiées que ne le sont les femmes hétérosexuelles. Selon ces auteurs, cette étude suggère un rôle possible des phéromones humaines et une base biologique à l'orientation sexuelle.
Selon deux études (ayant porté sur le même thème, mais dont la seconde a été statistiquement plus puissante que la première, et a pris en compte un biais pouvant être dû aux modes d'hygiène corporelle des hommes ayant participé à l'expérimentation), l'odeur d'hommes ayant une plus grande symétrie bilatérale du corps est préférée (considérée comme plus attractive) par les femmes qui les ont respiré et évalué, mais uniquement quand ces femmes sont en période d'ovulation - et - uniquement chez des femmes ne prenant pas la pilule, ce qui laisse penser que le système hormonal est fortement impliqué dans ce « choix préférentiel »).
La seconde étude a dans le même temps également examiné l'attractivité de l'odeur féminine sur les hommes. Dans ce cas, les auteurs n'ont trouvé aucune preuve ni indice que les hommes préfèrent le parfum des femmes dont le corps est plus symétrique. 
Les auteurs posent l'hypothèse de l'existence d'une sorte d’« odeur de symétrie » : l'odeur pourrait être un indice de qualité phénotypique et génétique du mâle humain, pouvant orienter le choix instinctif par la femme d'un partenaire masculin pour la reproduction. Les molécules en cause ne sont pas identifiées, mais les auteurs ont fait des propositions.
La même seconde étude montre que de la part de l'homme, comme de la femme, l'attractivité d'un visage d'une personne du sexe opposé (vu sur une photo) a une certaine valeur prédictive de l'attractivité de son odeur corporelle. Et ici aussi, la « préférence » de la femme pour l'odeur d'un homme associée à l'attractivité du visage est statistiquement la plus élevée au moment où elle est la plus féconde (pic hormonal correspondant à l'ovulation au cours du cycle menstruel).
L'ensemble de ces résultats pourrait suggérer que les femmes au moment de l'ovulation ont une préférence accrue pour des hommes dotés d'un profil génétique correspondant à un standard physique correspondant à de bons gènes pour ce qui concerne le développement du corps,.
Il a été ensuite montré que la symétrie du visage était effectivement généralement associée à une symétrie du reste du corps.
D'autres études de ce type ont obtenu des résultats plus équivoques, ce qui pourrait être expliqué, selon une étude plus récente (2012) par le fait que les variations (au cours du cycle menstruel) de préférence de la part d'une femme pour un visage masculin est lié à la symétrie de ce visage, également influencé par le contexte relationnel. En particulier, la préférence d'une femme pour un visage plus symétrique est plus marquée au moment où elle est féconde que quand ce visage est « jugé, évalué » dans le contexte d'une relation envisagée à court terme.
Cette préférence semble en outre associée à des orgasmes plus fréquents dans les relations de couple avec un partenaire masculin dont le corps est plus proche d'une symétrie bilatérale parfaite. Cette symétrie bilatérale est souvent considérée comme un « marqueur » favorisé par la sélection naturelle, chez l'animal et chez l'Homme.

### Odeur et convenances sociales
Cette odeur, pour des raisons de conformisme et de codes socioculturels ou pour des raisons commerciales (industries de la mode et des parfums, produits de beauté et d'hygiène corporelle) est parfois volontairement masquée par des parfums ou des déodorants.
L'odeur naturelle de la peau ou de l'haleine peut être aussi plus ou moins provisoirement transformée par des molécules odorantes provenant du tabagisme ou de l'alimentation (lait maternel chez l'enfant, ou épices, ail, alcool, chez l'adulte), lessives ou shampoing ou par les pratiques d'hygiène individuelle, avec des conséquences (positives et/ou négatives) mal mesurées sur les relations interpersonnelles ou la santé individuelle (par exemple, plusieurs déodorants ou produits d'hygiène parfumés sont soupçonnés d'être des perturbateurs endocriniens).

## Pathologies et odeur corporelle
Des odeurs corporelles désagréables peuvent être produites par des bactéries ou une microflore anormale se développant sur ou dans le corps. Les médecins parlent de bromhidrose ou d'osmidrose (dont la bromhidrose apocrine) et d'ozochrotie.
Sur la peau, des bactéries peuvent se multiplier rapidement en présence de transpiration, mais la transpiration elle-même est inodore chez les humains. Des glandes particulières (voir organe axillaire par exemple) peuvent toutefois produire des molécules qui participent à la signature odorante (individuelle et sexuée).
Le traitement des odeurs corporelles peut parfois utiliser des produits susceptibles d'avoir des effets dermatologiques ou hormonaux négatifs.
La triméthylaminurie (ou fish-odor syndrome, syndrome de l'odeur du poisson pourri) est un désordre métabolique dont la principale caractéristique est une odeur proche de celle du poisson en décomposition.
Un lien possible a été trouvé entre des composés volatils olfactifs et la maladie de Parkinson. Deux molécules ont pu être mises en évidence lors de tests menés en mars 2019 par l’Institut de Biotechnologies de Manchester. La première est le périllaldéhyde, composé habituellement extrait des feuilles, des fleurs et des graines de la plante Perilla frutescens, originaire d’Inde. La deuxième molécule est l’eicosane, un composé utilisé pour produire des bougies.
Ces composés volatils olfactifs ont été trouvés dans le liquide sécrété par les glandes sébacées de la peau (sébum) de patients malades. Ce mécanisme pourrait permettre de trouver un moyen de détection non invasif plus précoce de la maladie de Parkinson.
La découverte a pu être faite grâce à une Écossaise, Joy Milne, qui présente un odorat très développé (une condition nommée hyperosmie) qui lui permet de sentir des odeurs qu’une personne avec un odorat normal ne pourrait pas. Elle avait senti une différence dans l’odeur corporelle de son mari, des années avant qu’il soit diagnostiqué positif à la maladie de Parkinson.